# 多氏堅鱗鱸
多氏堅鱗鱸，為輻鰭魚綱鱸形目鱸亞目多鋸鱸科的其中一種，分布於西北太平洋日本及俄羅斯遠東海域，為溫帶海水魚，深度400-600公尺，體長可達200公分，棲息在深海的底層水域，會進行洄游，生活習性不明，可做為食用魚。在日本称／ Ookuchi Ishinagi，常用来做刺身、油炸、干烧等。但其肝脏含有过量的维生素A，食用后会导致急性维生素A中毒。

## 擴展閱讀
維基物種上的相關：多氏堅鱗鱸